# Floating into the Night
Floating into the Night är Julee Cruises debutalbum, utgivet 1989 och producerat av David Lynch och Angelo Badalamenti. Flera av sångerna förekommer i TV-serien Twin Peaks.

## Låtförteckning
All sångtext är skriven av David Lynch, alla låtar är komponerade av Angelo Badalamenti.
| Nr           | Titel                        | Längd |
| ------------ | ---------------------------- | ----- |
| 1.           | Floating                     | 4:51  |
| 2.           | Falling                      | 5:45  |
| 3.           | I Remember                   | 4:11  |
| 4.           | Rockin' Back Inside My Heart | 5:45  |
| 5.           | Mysteries of Love            | 4:27  |
| 6.           | Into the Night               | 4:42  |
| 7.           | I Float Alone                | 4:33  |
| 8.           | The Nightingale              | 4:54  |
| 9.           | The Swan                     | 2:28  |
| 10.          | The World Spins              | 6:38  |
| Total längd: | Total längd:                 | 47:56 |

## Medverkande
- Julee Cruise – sång
- Eddie Dixon – gitarr
- Vinnie Bell – gitarr
- Kenny Landrum – synthesizer
- Angelo Badalamenti – synthesizer, piano, arrangemang, orkestrering
- Al Regni – tenorsaxofon, klarinett